# Charles Coote

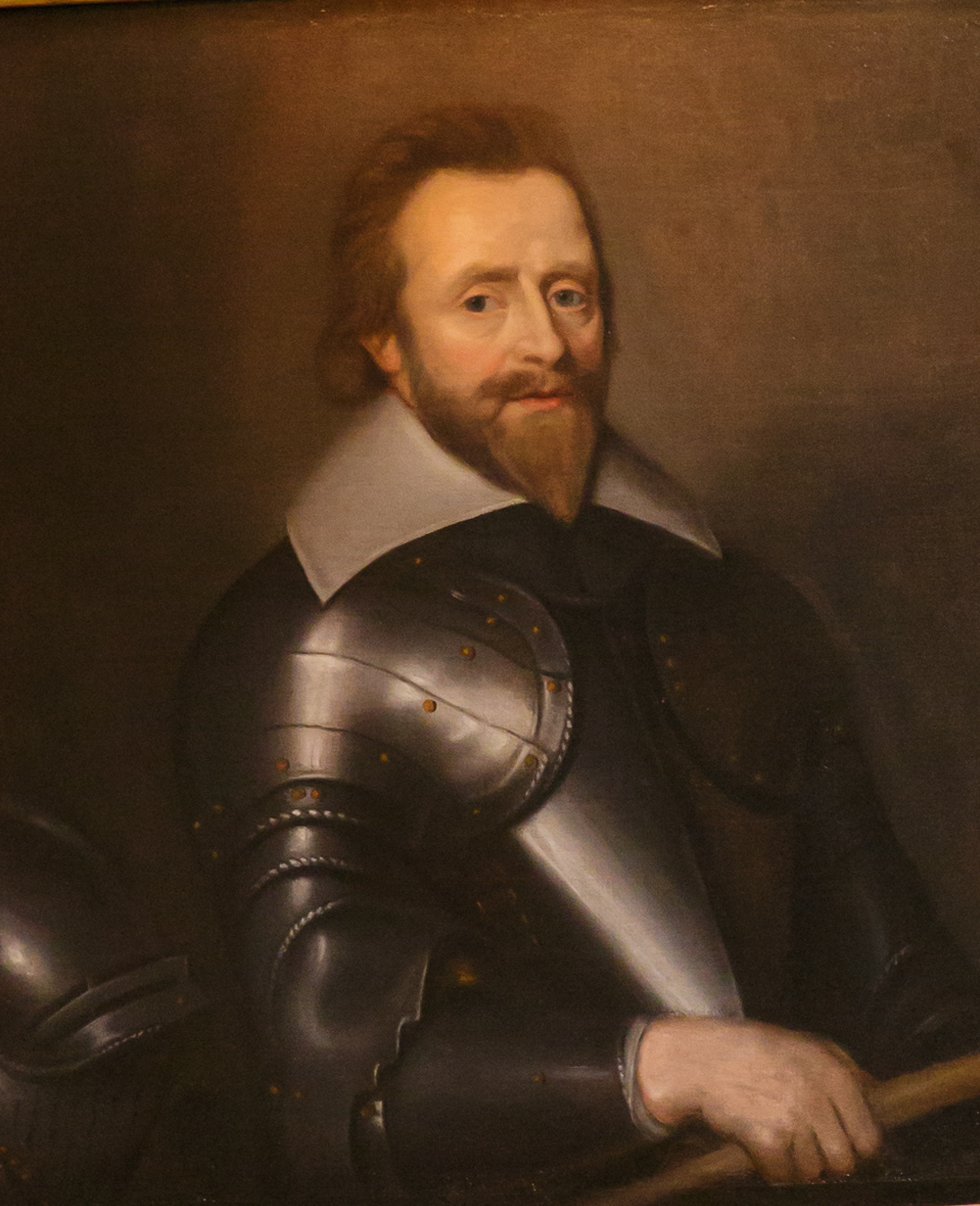
Retrato de Cornelius Johnson, Sir Charles Coote, I Baronet, ca. 1630

Charles Coote (1581-mayo, 1642) era un soldado, administrador y terrateniente inglés que vivió en Irlanda.
Nacido en una familia terrateniente de Devonshire, era hijo de Sir Nicholas Coote. En 1600, se trasladó a Irlanda como capitán del 100º regimiento de infantería del ejército de Charles Blount, VIII barón de Mountjoy y lord diputado de Irlanda, para luchar en los últimos años de la guerra de los nueve años y estuvo en el sitio de Kinsale en 1601 - 02 que llevó a la derrota definitiva de los O'Neills.
En 1605, lo nombraron Preboste-Mariscal de Connaught de por vida y en 1613 fue destinado a la oficina de recaudación impositiva del rey en Connaught, también de manera vitalicia. En 1620, fue promovido a vicepresidente de Connaught y creado baronet Coote del castillo Cuffe en el condado de Queen (Laois) al año siguiente. Se convirtió en un terrateniente sustancial y sirvió como comisionado para examinar e impugnar los títulos de tierras irlandeses. En 1634, lo designaron Custos Rotulorum del condado de Queens, otra vez de por vida. Fue elegido como disputado en el parlamento de Irlanda por el condado de Queens en 1639.
Cuando comenzó la rebelión irlandesa de 1641, Coote fue nombrado gobernador de Dublín y se le ordenó reclutar un regimiento. Marchó entonces al sur para asegurar Wicklow y luego en 1642, hacia el norte con la intención de derrotar a los rebeldes en Swords y Kilsallaghan. En abril de 1642, James Butler, I duque de Ormonde le ordenó relevar a las guarniciones sitiadas en Birr Castle, Burris, y Knocknamease, tras lo que se unió a la fuerza principal de Ormonde para derrotar a los irlandeses rebeldes en la batalla de Kilrush en abril de 1642. A principios de mayo de ese año, ayudó a capturar las guarniciones de Philipstown y Trim Castle, pero murió en Trim el 7 de mayo de 1642 durante un contraataque rebelde.
Se había casado con Dorothea, la hija de Hugh Cuffe de Cuffe's Wood, tuvo 4 hijos y una hija. Le sucedió su hijo, Charles, que fue hecho conde de Mountrath. Otro hijo, Richard, se convirtió en barón Coote de Coloon.